# Singapore Cup 2010
Der Singapore Cup 2010, aus Sponsorengründen auch als  RHB Singapore Cup bekannt, war die 13. Austragung des Fußball-Pokalwettbewerbs für singapurische Vereinsmannschaften und geladene Mannschaften. In dieser Saison nahmen insgesamt 16 Mannschaften teil. Titelverteidiger war Geylang United.

## Teilnehmer
Insgesamt nahmen 16 Mannschaften teil, zwölf Vereine aus der S. League sowie vier eingeladene Vereine aus Australien, Thailand, Kambodscha und Hongkong.
| S. League 12 Vereine der S. League | Eingeladene Vereine |
| - Albirex Niigata (Singapur) - Balestier Khalsa - Beijing Guoan Talent Singapore FC - Étoile FC - Geylang United - Gombak United - Home United - Sengkang Punggol FC - Singapore Armed Forces FC - Tampines Rovers - Woodlands Wellington - Young Lions | Aus Thailand - Bangkok Glass FC Aus Australien - South Melbourne FC Aus Kambodscha - Phnom Penh Crown Aus Hongkong - Kitchee SC |

## Vorrunde
| Datum        |                                   | Ergebnis |                            |
| ------------ | --------------------------------- | -------- | -------------------------- |
| 24. Mai 2010 | Young Lions                       | 2:0      | Home United                |
| 25. Mai 2010 | Balestier Khalsa                  | 2:1      | Geylang United             |
| 26. Mai 2010 | South Melbourne FC                | 2:1      | Gombak United              |
| 27. Mai 2010 | Singapore Armed Forces FC         | 3:5      | Bangkok Glass FC           |
| 28. Mai 2010 | Phnom Penh Crown                  | 1:2      | Étoile FC                  |
| 29. Mai 2010 | Sengkang Punggol FC               | 0:1      | Albirex Niigata (Singapur) |
| 30. Mai 2010 | Tampines Rovers                   | 2:1      | Woodlands Wellington       |
| 31. Mai 2010 | Beijing Guoan Talent Singapore FC | 1:2      | Kitchee SC                 |

## Viertelfinale
| Datum                         |                    | Gesamt |                            | Hinspiel | Rückspiel |
| ----------------------------- | ------------------ | ------ | -------------------------- | -------- | --------- |
| 27./30. September 2010        | Tampines Rovers    | 6:1    | Balestier Khalsa           | 3:0      | 3:1       |
| 28. September/1. Oktober 2010 | Étoile FC          | 6:4    | Kitchee SC                 | 2:0      | 4:4       |
| 5./8. Oktober 2010            | South Melbourne FC | 4:6    | Bangkok Glass FC           | 1:3      | 3:3       |
| 9./15. Oktober 2010           | Young Lions        | 1:0    | Albirex Niigata (Singapur) | 1:0      | 0:0       |

## Halbfinale
| Datum                        |                 | Gesamt |                  | Hinspiel | Rückspiel |
| ---------------------------- | --------------- | ------ | ---------------- | -------- | --------- |
| 27./30. Oktober 2010         | Tampines Rovers | 3:0    | Young Lions      | 2:0      | 1:0       |
| 29. Oktober/5. November 2010 | Étoile FC       | 1:3    | Bangkok Glass FC | 1:1      | 0:2       |

## Spiel um Platz 3
| Datum             |             | Ergebnis |           |
| ----------------- | ----------- | -------- | --------- |
| 13. November 2010 | Young Lions | 0:3      | Étoile FC |

| Paarung  | Young Lions – Étoile FC                                                    |
| Ergebnis | 0:3 (0:0)                                                                  |
| Datum    | 13. November 2010                                                          |
| Stadion  | Jalan Besar Stadium, Singapur                                              |
| Tore     | 1:0 Anthony Moulin (11.) 2:0 Stephane N’cho (59.) 3:0 Anthony Moulin (90.) |

## Finale
| Datum             |                 | Ergebnis |                  |
| ----------------- | --------------- | -------- | ---------------- |
| 14. November 2010 | Tampines Rovers | 0:1      | Bangkok Glass FC |

| Paarung  | Tampines Rovers – Bangkok Glass FC |
| Ergebnis | 0:1 (0:0)                          |
| Datum    | 14. November 2010                  |
| Stadion  | Jalan Besar Stadium, Singapur      |
| Tore     | 0:1 Benoît Croissant (57., ET)     |

| Sieger Singapore Cup 2010 Bangkok Glass FC |
| - Kritsana Klanklin - Amnaj Kaewkiew - Supachai Komsilp - Thanongsak Prajakkata - Panuwat Failai - Wasan Homsan - Kunihiko Takizawa - Sutee Suksomkit - Peerapong Pichitchotirat - Paul Ekollo - Chatree Chimtalay - Chuchai Mueanthip - Kittisak Rawangpa - Praweenwat Boonyong - Surachet Ngamtip |